# Contea di Claiborne (Tennessee)
La contea di Claiborne in inglese Claiborne County è una contea dello Stato del Tennessee, negli Stati Uniti. La popolazione al censimento del 2000 era di 29 862 abitanti. Il capoluogo di contea è Tazewell.